# Gérard Tremblay (Rennfahrer)
Gérard Tremblay (* 31. Juli 1950 in Le Mans) ist ein ehemaliger französischer Autorennfahrer.

## Karriere als Rennfahrer
Gérard Tremblay begann seine Karriere im Sportwagensport 1985 mit Einsätzen in der französischen Gruppe-5-Meisterschaft. 1987 stieg er für den Rennstall seines Landsmanns Louis Descartes in die Sportwagen-Weltmeisterschaft ein. Beste Platzierung in der Zeit der Zusammenarbeit war der 17. Endrang beim 1000-km-Rennen von Spa-Francorchamps 1988. 1989 wechselte er zum Team von Didier Bonnet. Wie schon bei Descartes war es auch bei der kleinen unterfinanzierten Rennmannschaft von Bonnet schwierig zählbare Ergebnisse einzufahren.
In den 1990er-Jahren ging er regelmäßig in der Französischen Tourenwagen-Meisterschaft an den Start, wo der 14. Rang 1992 seine beste Platzierung im Schlussklassement war. In den letzten Jahren ging er regelmäßig in der französischen GT-Meisterschaft an den Start. Die Saison 2015 beendete er als Gesamtzwölfter.
Fünfmal war beim 24-Stunden-Rennen von Le Mans am Start und kamen bei allen fünf Einsätzen nicht in die Endwertung.

## Statistik

### Le-Mans-Ergebnisse
| Jahr | Team                        | Fahrzeug    | Teamkollege     | Teamkollege      | Platzierung     | Ausfallgrund         |
| ---- | --------------------------- | ----------- | --------------- | ---------------- | --------------- | -------------------- |
| 1987 | Automobiles Louis Descartes | ALD 02      | Michel Lateste  | Sylvain Boulay   | nicht klassiert |                      |
| 1988 | Automobiles Louis Descartes | ALD 04      | Michel Lateste  | Sylvain Boulay   | Ausfall         | Zylinderkopfdichtung |
| 1990 | Automobiles Louis Descartes | ALD C289    | Jacques Heuclin | François Migault | Ausfall         | Antriebswelle        |
| 1992 | Didier Bonnet Autoracing    | Debora 92   | Jacques Heuclin | Didier Bonnet    | Ausfall         | Kupplungsschaden     |
| 1993 | Didier Bonnet               | Debora SP93 | Yvan Muller     | Georges Tessier  | Ausfall         | Motorschaden         |

### Einzelergebnisse in der Sportwagen-Weltmeisterschaft
| Saison | Team              | Rennwagen         | 1   | 2   | 3   | 4   | 5   | 6   | 7   | 8   | 9   | 10  | 11  |
| ------ | ----------------- | ----------------- | --- | --- | --- | --- | --- | --- | --- | --- | --- | --- | --- |
| 1985   | Dominique Lacaud  | Sauber SHS C6     | MUG | MON | SIL | LEM | HOK | MOS | SPA | BRH | FUJ | SEL |     |
| 1985   | Dominique Lacaud  | Sauber SHS C6     |     |     |     | 17  |     |     |     |     |     |     |     |
| 1987   | Louis Descartes   | ALD 02            | JAR | JER | MON | SIL | LEM | NÜN | BRH | NÜR | SPA | FUJ |     |
| 1987   | Louis Descartes   | ALD 02            |     | DNF | DNF | 14  | DNF |     | DNF | DNF | 19  |     |     |
| 1988   | Louis Descartes   | ALD 03            | JER | JAR | MON | SIL | LEM | BRÜ | BRH | NÜR | SPA | FUJ | SAN |
| 1988   | Louis Descartes   | ALD 03            | DNF |     | DNF | 15  | DNF | DNF | DNF | DNF | 17  |     |     |
| 1989   | Didier Bonnet     | ALD 05 Tiga GC289 | SUZ | DIJ | JAR | BRH | NÜR | DON | SPA | MEX |     |     |     |
| 1989   | Didier Bonnet     | ALD 05 Tiga GC289 |     |     | DNF |     | DNF | DNF | 20  |     |     |     |     |
| 1992   | Bonnet Autoracing | Debora 92         | MON | SIL | LEM | DON | SUZ | MAG |     |     |     |     |     |
| 1992   | Bonnet Autoracing | Debora 92         | DNF |     |     |     |     |     |     |     |     |     |     |